# We Can't Stop
"We Can't Stop" là một bài hát của nghệ sĩ thu âm người Mỹ Miley Cyrus nằm trong album phòng thu thứ tư của cô, Bangerz (2013). Nó được phát hành vào ngày 3 tháng 6 năm 2013 như là đĩa đơn đầu tiên trích từ album bởi RCA Records, đồng thời đánh dấu sản phẩm âm nhạc đầu tiên của cô sau khi rời khỏi Hollywood Records. Bài hát được đồng viết lời và sản xuất bởi Mike Will Made It, P-Nasty và hai thành viên Timothy Thomas và Theron Thomas thuộc đội sản xuất Rock City bên cạnh sự tham gia hỗ trợ viết lời bởi Cyrus, trong đó sử dụng đoạn nhạc mẫu từ bài hát năm 1985 của Doug E. Fresh và MC Ricky D "La Di Da Di", được đồng viết lời bởi hai nghệ sĩ dưới tên thật là Douglas Davis và Ricky Walters. Rock City tiết lộ rằng "We Can't Stop" ban đầu được sáng tác với dự định sẽ do Rihanna thể hiện, trước khi Mike Will Made It quyết định sẽ để Cyrus sử dụng cho album phòng thu tiếp theo của cô. Đây là một bản pop và R&B mang nội dung đề cập đến một bữa tiệc tại gia, trong đó bao gồm nhiều từ ngữ ẩn dụ nhằm ám chỉ đến việc sử dụng chất gây nghiện với tính chất giải trí.
Sau khi phát hành, "We Can't Stop" nhận được những phản ứng trái chiều từ các nhà phê bình âm nhạc, trong đó họ đánh giá cao quá trình sản xuất tổng thể nhưng lại tỏ ra gay gắt và cảm thấy mâu thuẫn trước nội dung của nó. Tuy nhiên, bài hát đã tiếp nhận những thành công vượt trội về mặt thương mại, đứng đầu các bảng xếp hạng ở New Zealand cũng như là đĩa đơn quán quân và vươn đến top 10 đầu tiên trong sự nghiệp của Cyrus ở Vương quốc Anh, đồng thời lọt vào top 10 ở nhiều quốc gia nó xuất hiện, bao gồm vươn đến top 5 ở những thị trường lớn như Úc, Canada, Na Uy, Tây Ban Nha và Thụy Điển. Tại Hoa Kỳ, nó đạt vị trí thứ hai trên bảng xếp hạng Billboard Hot 100 trong ba tuần, trở thành đĩa đơn thứ ba của nữ ca sĩ vươn đến top 5 và ngang bằng thành tích với đĩa đơn năm 2009 "Party in the U.S.A." như là tác phẩm đạt thứ hạng cao nhất lúc bấy giờ của cô tại đây, trước khi Cyrus đứng đầu Hot 100 với đĩa đơn tiếp theo "Wrecking Ball". Tính đến nay, "We Can't Stop" đã bán được hơn 11 triệu bản trên toàn cầu, trở thành một trong những đĩa đơn bán chạy nhất mọi thời đại.
Video ca nhạc cho "We Can't Stop" được đạo diễn bởi Diane Martel, trong đó bao gồm những cảnh Cyrus tổ chức một bữa tiệc tại nhà và tham gia vào nhiều hành động kỳ quái với những vị khách. Mặc dù vấp phải nhiều đánh giá trái chiều từ giới chuyên môn về việc hình tượng của nữ ca sĩ ngày càng khiêu khích, nó đã phá vỡ một số kỷ lục về lượt người xem trên Vevo và gặt hái bốn đề cử tại giải Video âm nhạc của MTV năm 2013 cho Video xuất sắc nhất của nữ ca sĩ, Video Pop xuất sắc nhất, Biên tập xuất sắc nhất và Bài hát mùa hè. Để quảng bá bài hát, nữ ca sĩ đã trình diễn nó trên nhiều chương trình truyền hình và lễ trao giải lớn, bao gồm The Ellen DeGeneres Show, Good Morning America, Jimmy Kimmel Live!, Saturday Night Live, giải Âm nhạc châu Âu của MTV năm 2013 và giải Video âm nhạc của MTV năm 2013, nơi màn trình diễn đã trở thành đề tài thu hút sự chú ý của giới truyền thông và công chúng bởi những tranh cãi xung quanh tiết mục và màn song ca với Robin Thicke. Kể từ khi phát hành, "We Can't Stop" đã được hát lại bởi nhiều nghệ sĩ khác nhau, như Jimmy Fallon, Bastille và The Vamps.

## Danh sách bài hát
Tải kĩ thuật số
1. "We Can't Stop" - 3:52

Đĩa CD
1. "We Can't Stop" - 4:00
2. "We Can't Stop" (không lời) - 3:57

## Thành phần thực hiện
Thành phần thực hiện được trích từ ghi chú của Bangerz, RCA Records.
Thu âm
- Thu âm tại NightBird Recording Studios (Tây Hollywood, California); Conway Recording Studios (Los Angeles, California); Glenwood Studios, (Burbank, California)
- Phối khí tại The Penua Project/Innersound Management thuộc Larrabee Sound Studios (Bắc Hollywood, California)

Thành phần
- Miley Cyrus – giọng chính, giọng nền, viết lời
- Douglas Davis – viết lời
- Mike Gaydusek – hỗ trợ
- Trehy Harris – hỗ trợ
- Stephen Hybicki – thu âm
- Jaycen Joshua – phối khí
- Mike Will Made It – viết lời, sản xuất
- Chris "TEK" O'Ryan – phối khí
- Eva Reistad – hỗ trợ
- Ruben Rivera – thu âm
- Tim Roberts – thu âm
- Pierre Ramon Slaughter – songwriter, producer
- Timothy Thomas – viết lời, sản xuất, sản xuất giọng hát
- Theron Thomas – viết lời, sản xuất, sản xuất giọng hát
- Ricky Walters – viết lời

## Xếp hạng
| Bảng xếp hạng (2013)                  | Vị trí cao nhất |
| ------------------------------------- | --------------- |
| Úc (ARIA)                             | 4               |
| Áo (Ö3 Austria Top 40)                | 8               |
| Bỉ (Ultratop 50 Flanders)             | 20              |
| Bỉ (Ultratop 50 Wallonia)             | 11              |
| Brazil (Billboard Brasil Hot 100)     | 2               |
| Brazil Hot Pop Songs                  | 3               |
| Canada (Canadian Hot 100)             | 3               |
| Cộng hòa Séc (Rádio Top 100)          | 9               |
| Đan Mạch (Tracklisten)                | 11              |
| Phần Lan (Suomen virallinen lista)    | 15              |
| Pháp (SNEP)                           | 26              |
| Đức (Official German Charts)          | 16              |
| Ireland (IRMA)                        | 7               |
| Ý (FIMI)                              | 33              |
| Nhật Bản (Japan Hot 100)              | 7               |
| Hà Lan (Single Top 100)               | 48              |
| New Zealand (Recorded Music NZ)       | 1               |
| Na Uy (VG-lista)                      | 3               |
| Scotland (OCC)                        | 1               |
| Slovakia (Rádio Top 100)              | 19              |
| Slovenia (SloTop50)                   | 35              |
| Nam Phi (EMA)                         | 5               |
| Hàn Quốc (Gaon International Singles) | 23              |
| Tây Ban Nha (PROMUSICAE)              | 5               |
| Thụy Điển (Sverigetopplistan)         | 5               |
| Thụy Sĩ (Schweizer Hitparade)         | 19              |
| Anh Quốc (OCC)                        | 1               |
| Hoa Kỳ Billboard Hot 100              | 2               |
| Hoa Kỳ Adult Pop Airplay (Billboard)  | 40              |
| Hoa Kỳ Dance Club Songs (Billboard)   | 34              |
| Hoa Kỳ Pop Airplay (Billboard)        | 9               |
| Hoa Kỳ Rhythmic (Billboard)           | 16              |

| Bảng xếp hạng (2013)                 | Vị trí |
| ------------------------------------ | ------ |
| Australia (ARIA)                     | 30     |
| Austria (Ö3 Austria Top 40)          | 59     |
| Belgium (Ultratop 50 Flanders)       | 78     |
| Belgium (Ultratop 50 Wallonia)       | 72     |
| Canada (Canadian Hot 100)            | 32     |
| Germany (Official German Charts)     | 92     |
| New Zealand (Recorded Music NZ)      | 26     |
| Spain (PROMUSICAE)                   | 39     |
| Sweden (Sverigetopplistan)           | 34     |
| UK Singles (Official Charts Company) | 28     |
| US Billboard Hot 100                 | 17     |
| US Pop Songs (Billboard)             | 44     |

## Chứng nhận
| Quốc gia | Chứng nhận  | Số đơn vị/doanh số chứng nhận |
| --- | ----------- | ----------------------------- |
| Úc (ARIA) | 3× Bạch kim | 210.000^                      |
| Áo (IFPI Áo) | Vàng        | 15.000*                       |
| Canada (Music Canada) | 4× Bạch kim | 320.000^                      |
| Đức (BVMI) | Vàng        | 250.000^                      |
| Ý (FIMI) | Bạch kim    | 50.000‡                       |
| México (AMPROFON) | Bạch kim    | 60.000*                       |
| New Zealand (RMNZ) | Bạch kim    | 15.000*                       |
| Thụy Điển (GLF) | 3× Bạch kim | 120.000‡                      |
| Thụy Sĩ (IFPI) | Vàng        | 15.000^                       |
| Anh Quốc (BPI) | Bạch kim    | 600.000‡                      |
| Hoa Kỳ (RIAA) | 5× Bạch kim | 5.000.000‡                    |
| Venezuela (APFV) | Bạch kim    | 10.000^                       |
| Streaming |             |                               |
| Đan Mạch (IFPI Đan Mạch) | Bạch kim    | 1.800.000^                    |
| Tây Ban Nha (PROMUSICAE) | Vàng        | 4.000.000*                    |
| * Chứng nhận dựa theo doanh số tiêu thụ. ^ Chứng nhận dựa theo doanh số nhập hàng. ‡ Chứng nhận dựa theo doanh số tiêu thụ và phát trực tuyến. |             |                               |